# Mendělejev (kráter na Měsíci)

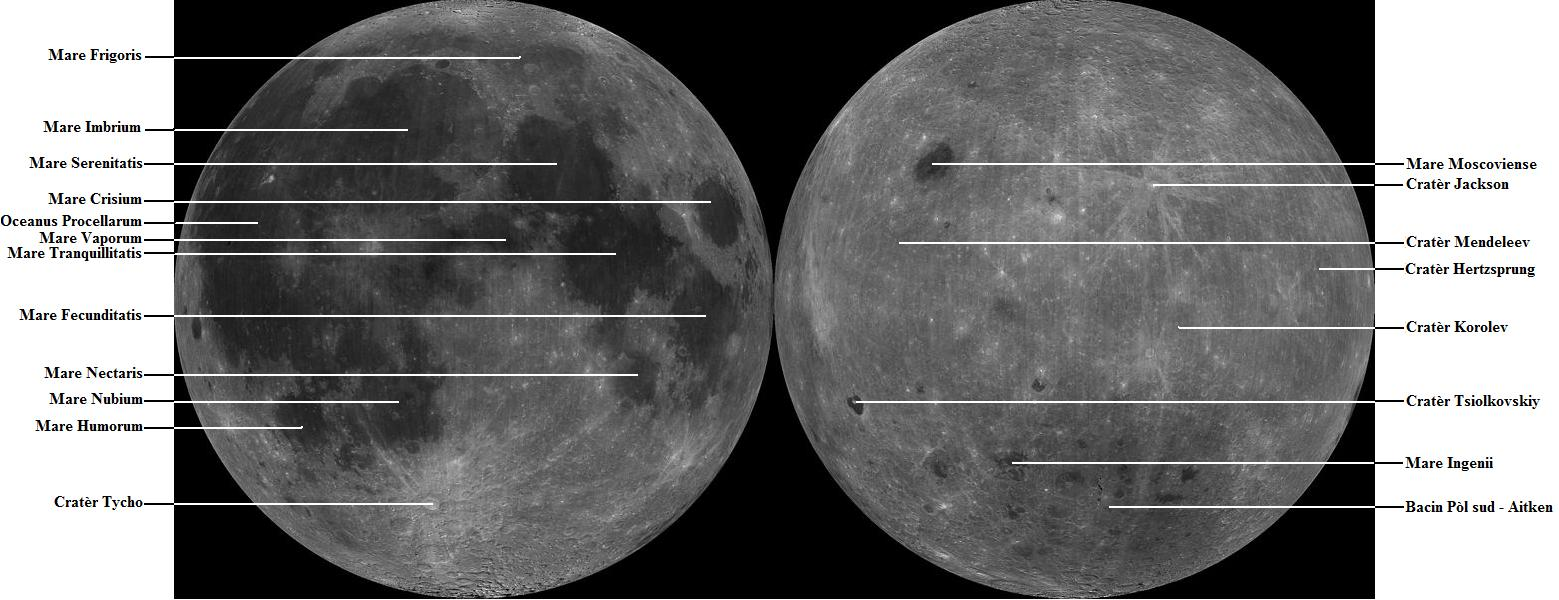
Poloha kráteru Mendělejev

Mendělejev je rozlehlý impaktní kráter o průměru 313 kilometrů nacházející se na odvrácené straně Měsíce a proto není pozorovatelný přímo ze Země. Nazván byl podle ruského chemika Dmitrije Ivanoviče Mendělejeva.

## Vzhled

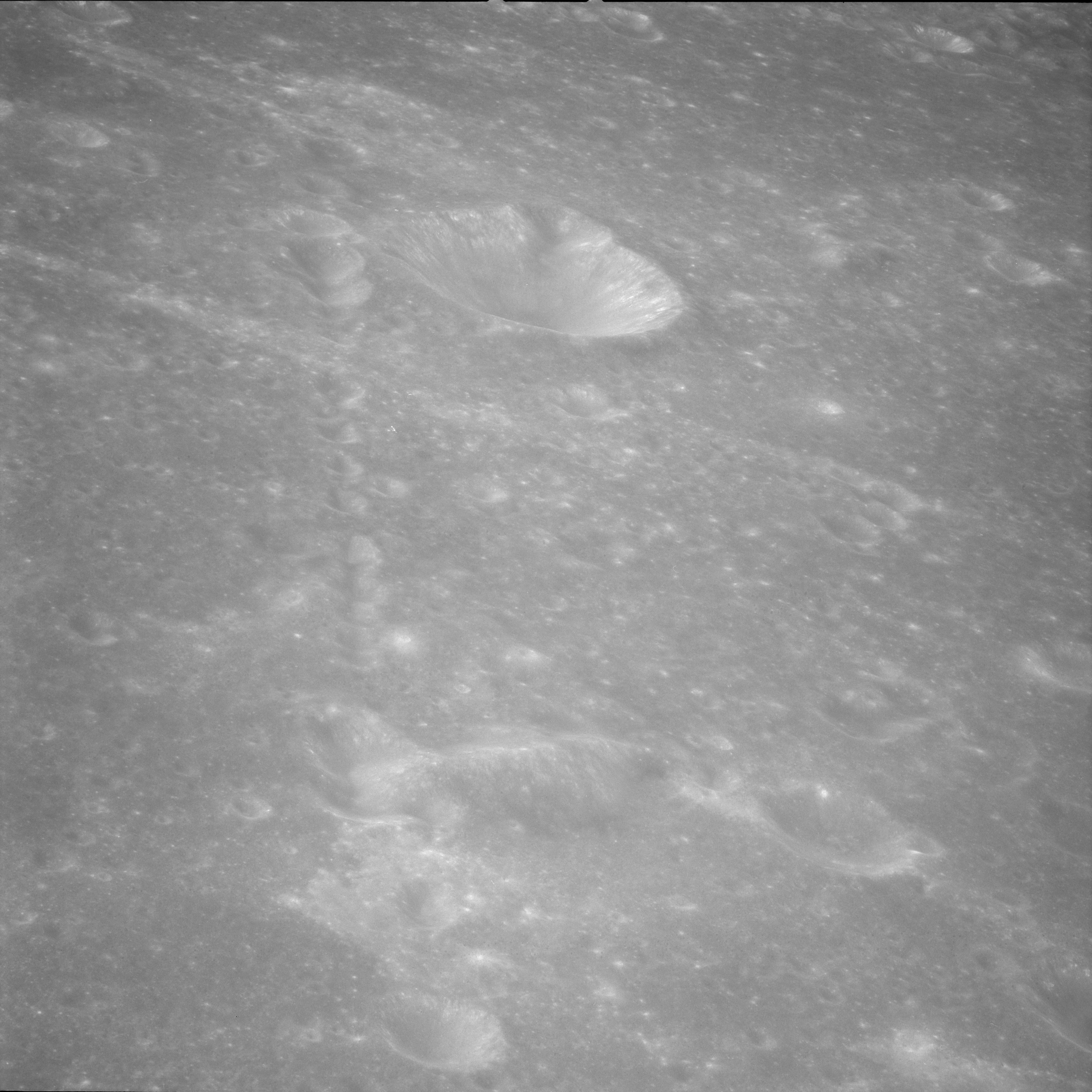
Řetězec kráterů Catena Mendeleev uvnitř kráteru Mendělejev

Jižní částí kráteru Mendělejev prochází lunární rovník, na východním okraji se překrývá s kráterem Schuster a na jihozápadním okraji s kráterem Hartmann. V centrální oblasti se vyskytuje mnoho menších kráterů, které společně tvoří pentagon. Největším z nich je Mendělejev P. Zbylý povrch kráteru je oproti okolní krajině relativně hladký. Severo-severovýchodně lze nalézt Mare Moscoviense (Moskevské moře).

## Catena Mendeleev
V západní části hlavního kráteru se nachází řetězec kráterových jamek zvaný Catena Mendeleev. Začíná východně od malého kráteru Moissan a pokračuje severo-severovýchodním směrem až k západnímu okrajovému valu kráteru Richards (vše uvnitř Mendělejeva). Mezinárodní astronomická unie jej pojmenovala v roce 1976 podle hlavního kráteru.

## Satelitní krátery
Satelitní krátery byly označeny podle zavedených zvyklostí jménem hlavního kráteru a velkým písmenem abecedy.
| Mendělejev | Sel. šířka | Sel. délka | Průměr |
| ---------- | ---------- | ---------- | ------ |
| P          | 2,7° S     | 139,4° V   | 29 km  |

## Kráter Mendělejev v kultuře
- Polský spisovatel Stanisław Lem v knize Příběhy pilota Pirxe do kráteru Mendělejev umístil vědeckou základnu.